# Patrik Oulický
Patrik Oulický (* 1970) je severočeský podnikatel a bývalý politik ODS.

## Podnikání
Podniká ve stavebnictví a byl považován za jednoho z regionálních kmotrů ODS - v ústecké oblasti. Za kmotra jej podle serveru Ihned.cz ve své řeči v rámci případu Petra Kušnierze (ex-ředitele dotačního úřadu Severozápad) označila třeba i soudkyně Kamila Elsnicová. Pro severočeskou ODS se měl stát negativním symbolem zákulisního jednání, jehož přítomnost v ODS podle některých politiků ODS tuto stranu značně poškozovala ve volbách. V březnu 2013 z ODS vystoupil, krajské vedení strany jeho odchod uvítalo.
Je znám svými vazbami na bývalého ministra zemědělství a ústeckého primátora Petra Gandaloviče a např. Vít Bárta z pozice ministra dopravy poukazoval na jeho údajné napojení Ředitelství silnic a dálnic; Česká televize pak poukázala na zakázky od ŘSD v objemu 2,5 miliardy korun. Upozornil na sebe také výraznými stavebními zásahy v okolí svého domu v Chráněné krajinné oblasti České středohoří, které ovšem provedl bez povolení, přesto úřady jeho případ posuzovaly liknavě. Později však byl případ medializován a Oulický byl nucen část černých staveb odstranit. Působí např. ve firmách Severočeská stavební či Energetické a dopravní stavby (EDS), která získává veřejné zakázky v řádu stovek milionů korun. Analytici ministerstva financí jej podezírali z daňových deliktů.